# 斯托達德縣
斯托達德县（英語：Stoddard County）是美國密蘇里州東南部的一個縣。面積2,147平方公里。根據美國2000年人口普查，共有人口29,705人。縣治布魯姆菲爾德 （Bloomfield）。
成立於1835年1月2日。縣名紀念代表美國政府自法國和西班牙接收路易斯安那購地的阿莫斯·斯托達德。